# 毛皮族
毛皮族（けがわぞく）は、日本の劇団。2000年結成。

## 概要
2000年9月に江本純子を中心に旗揚げ。主に東京で活動している。江本が全作品の作・演出を手掛けており、テロエロ歌劇というエロ・バイオレンスを主体とした演劇スタイルと、それを基盤としたジャンルにこだわらない作品で注目される。近年では、軽演劇やミニライブなどの企画も行っている。
また2009年より「毛皮族とはちょっと違う」まじめな演劇活動を行う新プロジェクト「財団、江本純子」（「劇団、江本純子」から2011年3月に改名）シリーズを始める。

## 役者
- 江本純子（主宰）
- 町田マリー
- 羽鳥名美子
- 高野ゆらこ
- 武田裕子
- 延増静美
- 平野由紀
- 高田郁恵
- 柿丸美智恵

## 公演
- 「鬼畜ロマン」（2000年）
- 「ボウリング物語」（2001年）
- 「エロエロ大作戦」（2001年）
- 「ハンバーガーマシーンガーンホテールボヨーン」（2001年）
- 「ダンシングオールナイト DEEP KEGAWAZOKU」（2001年）
- 「DEEP KEGAWAZOKU　踊り狂いて死にゆかん」（2002年）
- 「エロを乞う人」（2002年）
- 「高麗人参毛具毛具」（2002年）
- 「ヤコブ横須賀泥だらけのSEX」「毛皮族民主主義人民共和国」※2本立て（2003年）
- 「実録！！ヌッポンオエロケ犯罪歌劇 夢中にさせて」（2003年）
- 「One Night Only Forever 100%純情」（2003年）
- 「DEEPキリスト狂」（2004年）
- 「お化けが出るぞ!!」（2004年）
- 「3.26 毛皮族襲来!!」（2005年）※初の大阪進出
- 「銭は君」（2005年）DVD化
- 「ジュンリー!開放!」（2005年）
- 「脳みそぐちゃぐちゃ人間」（2006年）
- 「コーヒー&シガレッツ的な軽演劇」（2006年）
- 「みんなでカラオケ汗燦々」（2007年）※ミニライブ
- 「初夏の軽演劇@リトルモア地下」（2007年）
- 天国と地獄（新宿シアターアプル）2007年　DVD化
- 「おこめ」（2007年）
- 「ジュンリーのディナーなしディナーショー」※江本純子によるソロライブ
- 「遺骨のトットさん、ドブに落ちる」（2008年）
- 「暴れて嫌になる夜の連続」（2008年）
- 「大好き!!5つ軽演劇ちゃん」（2008年）
- 毛皮族の軽演劇「ふれる/おっぱいファミリー1,2,3」（2009年）
- 「社会派すけべい」（2009年）
- 「毛皮族のウィークエンド軽演劇」（2010年）
- 「小さな恋のエロジー」（2010年）